# Уховецька сільська рада
Уховецька сільська рада — адміністративно-територіальна одиниця у Ковельському районі Волинської області з центром у с. Уховецьк.

## Населені пункти
Сільській раді підпорядковані населені пункти:
- с. Уховецьк

## Населення
Населення сільської ради згідно з переписом населення 2001 року становить 824 осіб, згідно з переписом 1989 року становило 520 осіб. 

### Мова
Розподіл населення за рідною мовою за даними перепису 2001 року:
| Мова       | Відсоток |
| ---------- | -------- |
| українська | 99,27 %  |
| російська  | 0,61 %   |
| білоруська | 0,12 %   |

## Склад ради
Сільська рада складається з 12 депутатів та голови. Склад ради: 6 депутатів (50.0 %) — самовисуванці, 4 депутатів (33.4 %) — від Народної партії та ще по одному депутату (по 8.3 %) від партії Сильна Україна та Комуністичної партії. 

## Керівний склад сільської ради
| ПІБ                           | Основні відомості                                                 | Дата обрання | Дата звільнення |
| ----------------------------- | ----------------------------------------------------------------- | ------------ | --------------- |
| Демидюк Володимир Миколайович | Сільський голова, 1970 року народження, освіта, безпартійний      | 26.03.2006   | 31.10.2010      |
| Демидюк Володимир Миколайович | Сільський голова, 1970 року народження, освіта вища, безпартійний | 31.10.2010   |                 |

Примітка: таблиця складена за даними джерела

## Географія
Сільська рада розташована в центральній частині Ковельського району. Територія належить до басейну річечки Бобрівка, що впадає до річки Турії — притоки Прип'яті (басейн Дніпра). З південного сходу від села розташоване Уховецьке озеро. 
Рада межує із західного боку зі Скулинською, з північного — з Кричевичівською, зі східного — з Козлиничівською, з південно-східного — з Радошинською та з південно-західного — з Колодяжненською сільськими радами.
З південного боку села Уховецьк проходить автошлях європейського значення E373, що з'єднує Київ з Любліном, в межах України траса має назву М07, ділянка Сарни—Ковель. 
З північного боку села проходить залізнична гілка — лінія Сарни—Ковель, однойменний зупинний пункт. 

## Історія
Сільська рада була утворена у 1946 році. 
До Другої світової війни, за часів Польської республіки, територія сільради належала до Любитівської гміни з центром в містечку Любитів, Ковельський повіт, Волинське воєводство. 